# Pelem (Kota Blora)
Pelem is een bestuurslaag in het regentschap Blora van de provincie Midden-Java, Indonesië. Pelem telt 1846 inwoners (volkstelling 2010).